# Denevérszender
A denevérszender (Hyles vespertilio) a szenderfélék családjába tartozó, Európában és Nyugat-Ázsiában honos lepkefaj. 

## Megjelenése
A denevérszender szárnyfesztávolsága 6-7,5 cm. A fej, a tor és a potroh hátoldala egyenletesen szürke,. A potroh elülső része kissé sötétebb és oldalt fekete-fehéren gyűrűs. Az elülső szárny a torhoz hasonló vagy kissé világosabb szürke, barnásszürke. Felszíne sárgásan, szegélye lilásan csillámló. Harántsávja szinte teljesen elmosódott. A szárny töve fehéren és feketén szőrözött. A hátulsó szárny lilásrózsaszín, töve és pereme fekete. Az elülső szárny fonákja zöldessárga, a közepe kissé rózsaszínes. A hátsó szárny fonákja rózsaszín, töve és széle zöldessárga. A szárnyak rojtja fényes sárgászöld és sárgásfehér.
Változékonysága nem számottevő.
Petéje világoszöld, kicsi, kerek, fényes.
Hernyója barnásszürke vagy sárgásszürke. Oldalain szelvényenként egy-egy nagy szögletes, feketével szegélyezett fehér vagy vörös folt látható. Légzőnyílásai szintén feketével szegélyezett sárgák. Lábai, feje és a nyakpajzs vörösbarnák. Testvégi szarvacskája nincs. 
Bábja sárgásbarna, feje és szárnytokja szürkés.

### Hasonló fajok
Magyarországon nem él hasonló faj. 

## Elterjedése
Európában (Dél-Franciaországtól az Alpokon és a társuló hegységeken, valamint az Észak-Appennineken át a Balkánig) és Nyugat-Ázsiában (Törökország és Kaukázus) honos. Magyarországon csak ritkán fordulnak elő kóbor egyedei, illetve 2004-ben a nyugati határszéli Fertőrákos mellől ismert hernyójának és imágójának egy bizonytalan hitelességű észlelése. 

## Életmódja
A hegyvidéki kavicsos talajú folyóvölgyekben fordul elő. Az Alpokban a folyók szabályozása, a kavicspadok kitermelése miatt sokhelyütt eltűnt. 
Évente két nemzedéke repül május-júniusban és augusztus-szeptemberben (magasabb hegyekben a második generáció részleges vagy hiányzik). A hernyó elsődleges tápnövénye a vízparti deréce, ritkábban kutyatej-, galaj-, lórom-, keserűfű-fajokon is előfordulhat. Kövek alatt bábozódik be.
Magyarországon nem védett.

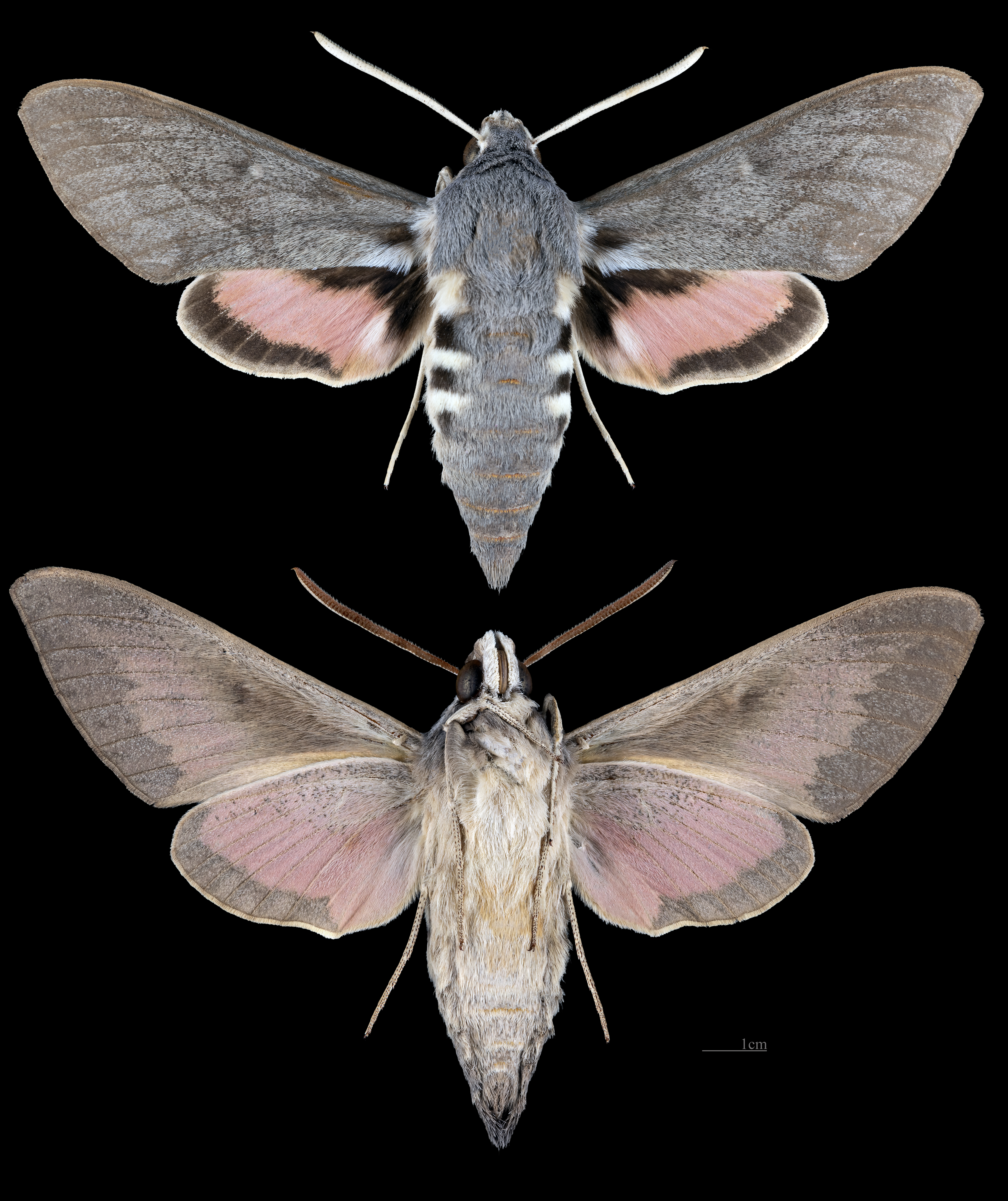
Hím
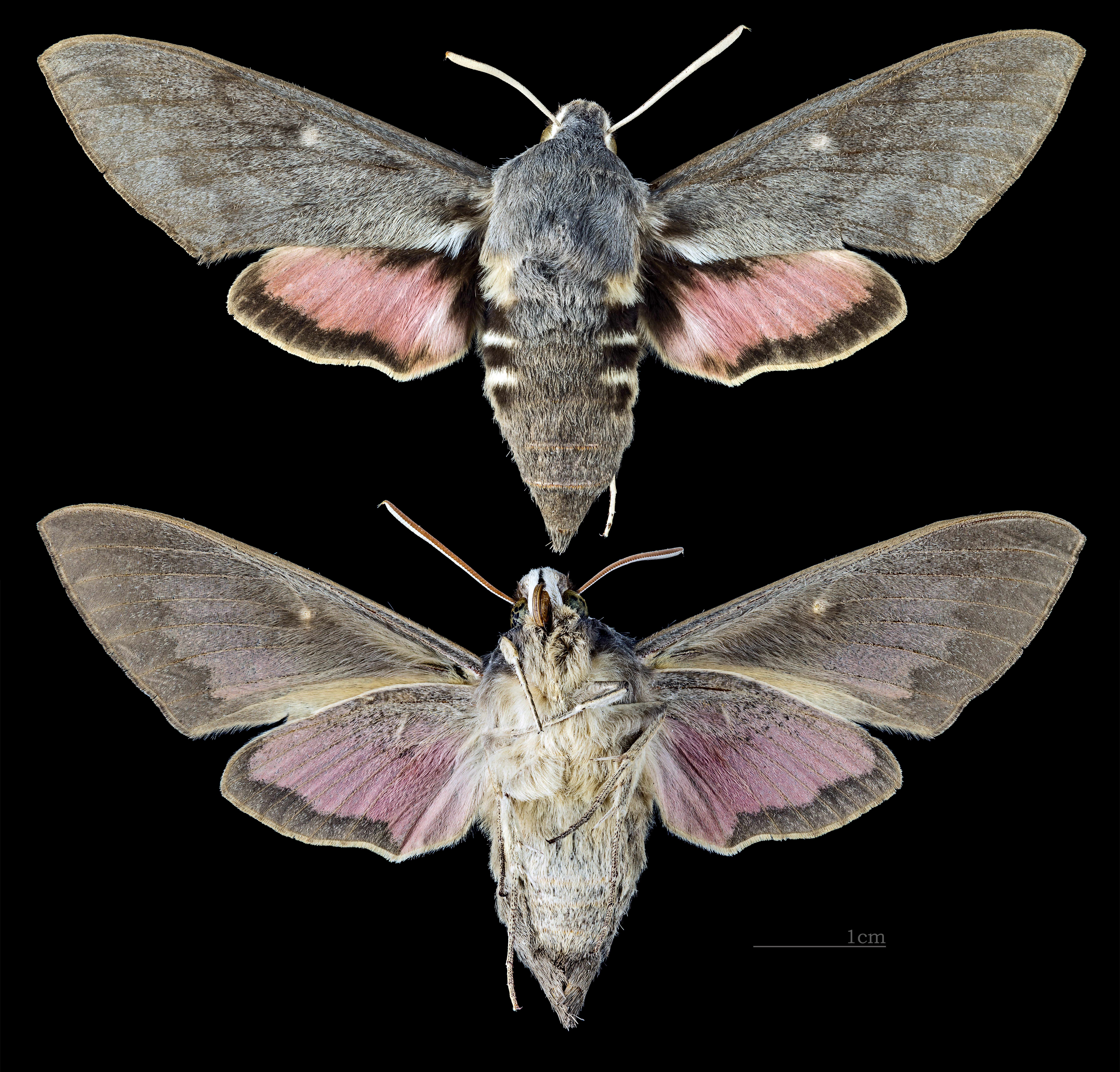
Nőstény
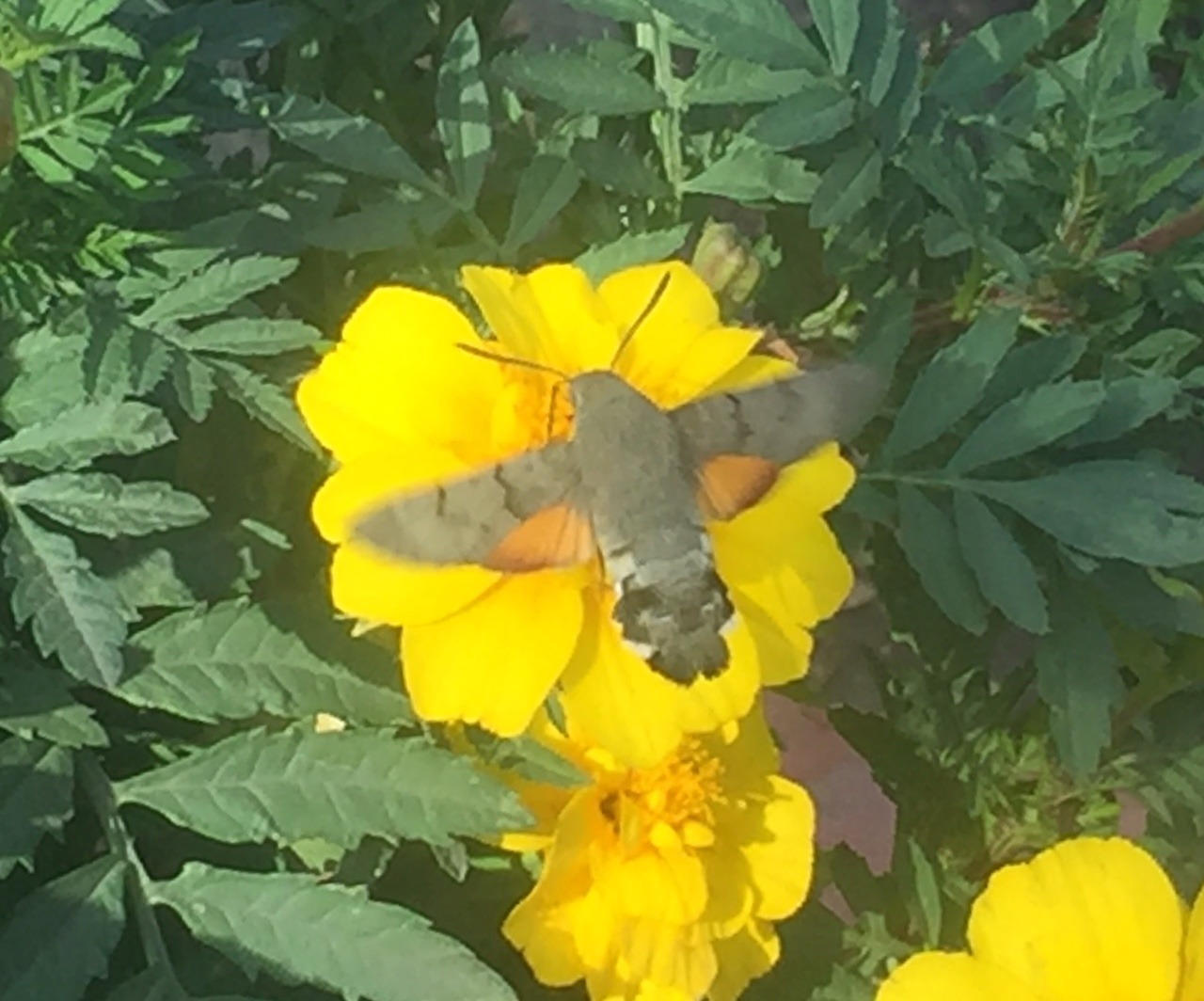
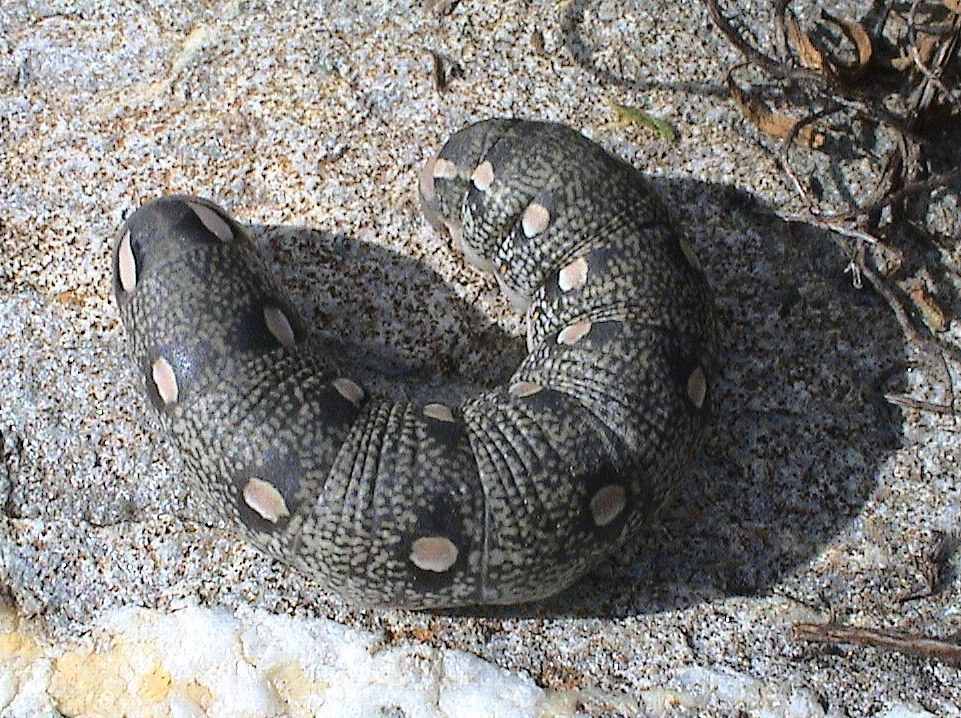
Hernyó